# Щеглятьево (Лотошинский район)
Щеглятьево — село в Лотошинском районе Московской области России. Входит в состав сельского поселения Микулинское, 1994—2006 гг. — село Савостинского сельского округа. Население — 18 чел. (2010).

## География
Расположено в восточной части сельского поселения, на левом берегу реки Лоби, примерно в 13 км к северо-востоку от районного центра — посёлка городского типа Лотошино. Ближайшие населённые пункты — деревни Кельи, Палкино и Паршино. Автобусное сообщение с райцентром.

## История
По сведениям 1859 года — село Щеглятьевского прихода Татьянковской волости Старицкого уезда Тверской губернии в 55 верстах от уездного города, на равнине, при реке Лоби, с 30 дворами, 6 прудами, 7 колодцами и 266 жителями (121 мужчина, 145 женщин).
В «Списке населённых мест» 1862 года Щеглятьево — казённое село 2-го стана Старицкого уезда по Волоколамскому тракту в город Тверь, при реке Лоби и колодцах, с 50 дворами, православной церковью и 277 жителями (127 мужчин, 150 женщин).
В 1886 году — 39 дворов и 248 жителей (127 мужчин, 121 женщина).
В 1915 году — в составе Федосовской волости. Насчитывалось 54 двора.
С 1929 года — населённый пункт в составе Лотошинского района Московской области.

## Население
| 1859 | 1886 | 2002 | 2006 | 2010 |
| ---- | ---- | ---- | ---- | ---- |
| 277  | ↘248 | ↘29  | ↘20  | ↘18  |

## Достопримечательности
- Церковь Покрова Пресвятой Богородицы. Построена в 1883—1884 гг. в духе эклектики с элементами классицизма[11]. Памятник архитектуры.  Объект культурного наследия № 5000002157№ 5000002157
- Земская школа. Памятник архитектуры конца XIX века.  Объект культурного наследия № 5000002158№ 5000002158